# Бастиони ди Малта (Катанцаро)
Бастиони ди Малта је насеље у Италији у округу Катанцаро, региону Калабрија.
Према процени из 2011. у насељу је живело 21 становника. Насеље се налази на надморској висини од 6 м.